# 村山裕太郎
村山 裕太郎（むらやま ゆうたろう、1998年9月29日 - ）は、兵庫県川辺郡猪名川町出身の陸上選手。専門は競歩。兵庫県立川西緑台高等学校卒業。順天堂大学を経て富士通所属。

## 経歴
中学時代に長距離を始め、高校でも続けたが結果が出ず1年のときに競歩に転向、兵庫県3位となり近畿大会に出場する。3年次には2016年全国高等学校総合体育大会に出場し6位に入賞。駅伝大会にも精力的に出場し、3年時には競歩選手ながら、兵庫県大会で第3区 区間4位の成績を残している。
大学は順天堂大学スポーツ健康科学部に進学。インカレ、日本選手権、全日本競歩などの大会で常に上位争いする安定感を持っていた。
そのポテンシャルを認められ、2021年から富士通所属となる。しかし、大学4年の両膝の不良により、社会人1年目はほとんどレースに出られなかった。
2022年度東日本実業団陸上競技選手権大会において優勝、4月の全日本競歩輪島大会で2位以下に大差を付け優勝、翌年の2023年元旦競歩で優勝し復調を見せた。2月の日本選手権6位、3月の全日本競歩能美大会では世界陸上派遣設定記録を突破したものの1位の古賀友太と6秒の差で大会2位に終わり、世界陸上出場権を逃す。
6月第36回国際競歩グランプリ・ラコルーニャ大会男子20kmに出場、日本勢トップの13位に入った。7月2023年アジア陸上競技選手権大会に出場。初の日本代表で金メダルを獲得し結果を残した。9月の2022年アジア競技大会（中国杭州）に出場、銅メダルを獲得した。